# Mor Danmark

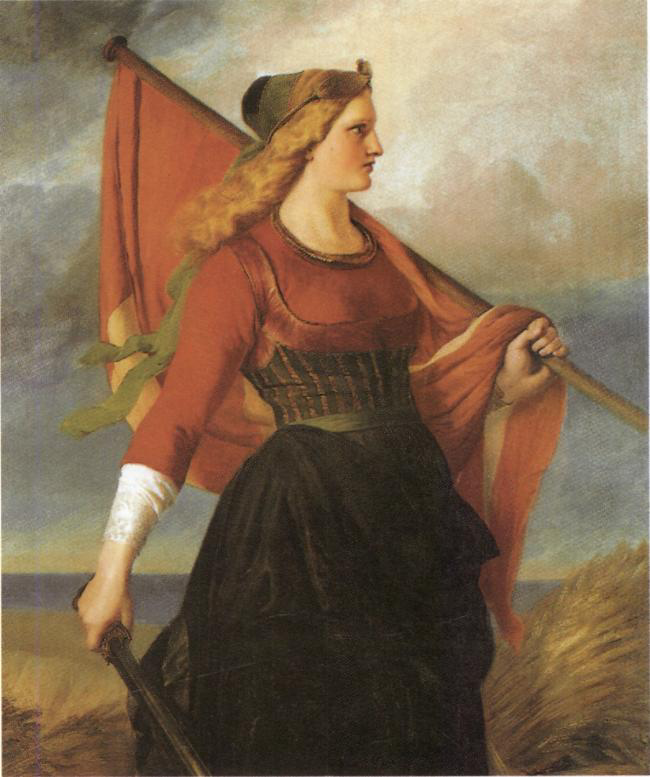
Elisabeth Jerichau-Baumann: Moder Danmark (1851)

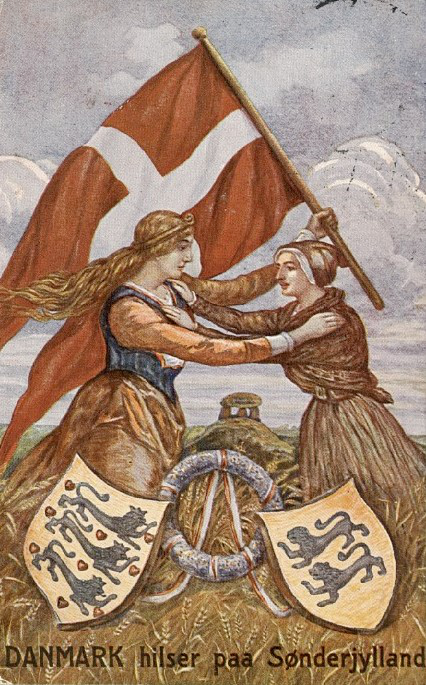
Ein Motiv aus dem Jahr 1920 zeigt Mor Danmark mit einem der beiden „sønderjyske piger“ (vom Betrachter rechts).

Mor Danmark (auch Moder Danmark, zu deutsch Mutter Dänemark) ist ein Symbol der dänischen Nation. Das Motiv geht auf das 18. und 19. Jahrhundert zurück. Sowohl der Theologe Nikolai Frederik Severin Grundtvig als auch Schriftsteller wie Bernhard Severin Ingemann und Steen Steensen Blicher nutzen Allegorien mit Mor Danmark in ihren Werken. Adam Oehlenschläger beschrieb bereits 1805 sein Heimatland Dänemark als seine zweite Mutter.
Am bekanntesten ist jedoch das Bildnis Moder Danmark, das Elisabeth Jerichau-Baumann nach der Schlacht bei Idstedt 1851 malte. Das Bild zeigt eine blonde Frau in skandinavischer Volkstracht, die mit einem Schwert der Vorzeit über ein Kornfeld schreitet. Andere Darstellungen zeigen die Mutter Dänemarks mit den beiden „sønderjyske piger“ (≈südjütländische Mädchen), die den umkämpften südlichen Landesteil Schleswig bzw. Sønderjylland repräsentieren. Die Figur wurde schließlich zu einem Prototyp späterer Darstellungen der Mutter Dänemarks. Im 20. Jahrhundert fand die Figur z. B. Eingang in ein Gedicht von Mogens Lorentzen 1937 und in die Karikatur von Arne Ungermann über die Südschleswig-Frage 1946 (Say when). Die Figur reiht sich in eine Reihe anderer nationaler und nationalromantischer Identifikationsfiguren wie Holger Danske, Dybbøl Mølle, die Goldhörner von Gallehus oder die Runensteine von Jelling ein. Solche Personifikationen finden sich auch in anderen Ländern. Am bekanntesten ist die Figur der Marianne des französischen Malers Eugène Delacroix. In Deutschland findet sich entsprechend die Germania.